# Дош (коммуна)
Дош (фр. Dosches) — коммуна во Франции, находится в регионе Шампань — Арденны. Департамент — Об. Входит в состав кантона Пине. Округ коммуны — Труа.
Код INSEE коммуны — 10129.
Коммуна расположена приблизительно в 155 км к юго-востоку от Парижа, в 75 км южнее Шалон-ан-Шампани, в 14 км к востоку от Труа.

## Население
Население коммуны на 2008 год составляло 288 человек.
| 1962 | 1968 | 1975 | 1982 | 1990 | 1999 | 2008 |
| ---- | ---- | ---- | ---- | ---- | ---- | ---- |
| 176  | 178  | 159  | 196  | 237  | 237  | 288  |

## Экономика
В 2007 году среди 190 человек в трудоспособном возрасте (15—64 лет) 136 были экономически активными, 54 — неактивными (показатель активности — 71,6 %, в 1999 году было 77,3 %). Из 136 активных работали 132 человека (68 мужчин и 64 женщины), безработных было 4 (2 мужчины и 2 женщины). Среди 54 неактивных 19 человек были учениками или студентами, 20 — пенсионерами, 15 были неактивными по другим причинам.

## Фотогалерея
- Интерьер церкви Св. Иоанна Крестителя
- Церковь Св. Петра в оковах
- Пьета